# CAcert
CAcert er en bruger-drevet certifikat autoritet som udsteder gratis offentlig nøgle certifikater til den generelle offentlighed. De fleste andre certifikat autoriteter er kommercielle foretagender, som sælger deres certifkater med store årlige abonnementsudgifter. Mere end 39'000 brugere har fået deres identitiet verificeret, og CAcert har udstedt over 150'000 certifikater pr. september 2006.